# Zamarada oxybeles
Zamarada oxybeles är en fjärilsart som beskrevs av Fletcher 1974. Zamarada oxybeles ingår i släktet Zamarada och familjen mätare. Inga underarter finns listade i Catalogue of Life.